# 犬飼隆
犬飼 隆（いぬかい たかし、1948年（昭和23年）7月2日 - ）は、日本の日本語学者、元愛知県立大学教授。

## 人物
愛知県名古屋市生まれ。1972年東京教育大学国文科卒、1977年同大学院文学研究科博士課程単位取得退学。1977年より学習院女子短期大学専任講師・同助教授、1984年神戸大学助教授・同教授を経て、1996年より2014年まで愛知県立大学文学部（のち日本文化学部に改組）教授。1993年「上代文字言語の研究」で筑波大学博士（言語学）。木簡から古代日本語を再現する研究を行っている。

## 著書
- 『上代文字言語の研究』笠間書院、1992
- 『文字・表記探究法』シリーズ<日本語探究法> 朝倉書店、2002
- 『木簡による日本語書記史』笠間書院、2005
- 『漢字を飼い慣らす 日本語の文字の成立史』人文書館、2008
- 『木簡から探る和歌の起源 「難波津の歌」がうたわれ書かれた時代』笠間書院、2008

## 参考
- [ISBN 978-4-305-70568-6]
- J-GLOBAL